# الکس زاهوی
الکس زاهوی (انگلیسی: Alex Zahavi؛ زادهٔ ۲۱ ژانویهٔ ۱۹۹۱) بازیکن فوتبال اهل اسرائیل است.
از باشگاه‌هایی که در آن بازی کرده‌است می‌توان به باشگاه فوتبال مکابی حیفا، باشگاه فوتبال بارسلونا، باشگاه فوتبال ویتوریا ستوبال، و باشگاه ورزشی اولیاننسه اشاره کرد.
وی همچنین در تیم‌های ملی فوتبال زیر ۱۶ سال پرتغال، زیر ۱۷ سال پرتغال، زیر ۱۸ سال پرتغال، زیر ۱۹ سال پرتغال، United States men's national under-20 soccer team، و زیر ۲۱ سال اسرائیل بازی کرده‌است.